# Гаврилов, Василий Иванович (нефтехимик)
Василий Иванович Гаврилов (1946; Пермь, Пермский край, РСФСР, СССР — неизвестно) — старший оператор Пермского производственного объединения «Пермьнефтеоргсинтез» имени XXIII съезда КПСС Министерства нефтеперерабатывающей и нефтехимической промышленности СССР, полный кавалер ордена Трудовой Славы.

## Биография
Родился в 1946 году в городе Пермь Пермского края (ранее город Молотов).
Окончил Свердловский химико-механический техникум по специальности «Химическая технология нефти и газа». С 1965 года по 1968 годы служил в Советской Армии. После того, как произошло увольнение из Вооруженных Сил с ноября 1968 года по декабрь 1970 года, Гаврилов трудился оператором 4-го разряда установки каталитического риформинга Пермского нефтеперерабатывающего комбината. Позже в районе 1970-х и 1978-х годов стал оператором 5-го разряда, а с мая 1978 года старшим оператором 6-го разряда установки каталитического риформинга Пермского производственного объединения «Пермьнефтеоргсинтез» имени XXIII съезда КПСС Миннефтехимпрома СССР.
В 1976 году вступил в коммунистическую партию КПСС, избирался депутатом Пермского областного совета народных депутатов.
В последнее время жил в Перми. Сведения о дальнейшей судьбе Гаврилова отсутствуют.

## Звания и награды
Указами Президиума Верховного Совета СССР от 24 апреля 1975 и от 6 апреля 1981 года награждён орденами Трудовой Славы 3-й и 2-й степени.
Указом Президиума Верховного Совета СССР от 3 июня 1986 года Гаврилов Василий Иванович награждён орденом Трудовой Славы 1-й степени